# ダビド・ロペス
ダビド・ロペス・シルバ（David López Silva , 1989年10月9日 - )は、スペイン・カタルーニャ州バルセロナ出身のプロサッカー選手。プリメーラ・ディビシオンのジローナFCに所属している。ポジションはDF、MF。

## 来歴
2007年にRCDエスパニョールのカンテラに入団。2008-09シーズンにテルセーラ・ディビシオン所属のBチームに昇格。翌2009-10シーズンはテッラーサFCにローン移籍。2010-11シーズンにエスパニョールに復帰し、トップチームに昇格。しかし同シーズンは、トップリーグの壁に当たり、3試合の出場にとどまった。
その後2011-12シーズンはCDレガネス、2012-13シーズンはSDウエスカにローン移籍し、セグンダ・ディビシオンで経験を積み、2013- 14シーズンはエスパニョールで33試合に出場。2013年8月24日のバレンシアCF戦で、トップリーグ初ゴールを決めた。
2014年8月31日、イタリア・セリエAのSSCナポリと5年契約を締結。当時のラファエル・ベニテス監督によってレギュラーに定着し、ナポリの快進撃を支えた。
2016年8月26日、古巣のRCDエスパニョールに4年契約で復帰。古巣復帰後は中心選手として活躍し、2018年8月1日には2023年までの契約に合意した。
2022年7月25日、ジローナFCにフリーで加入し、1年契約を結んだ。